# Каа-Хем
Каа-Хем (тув. Каа-Хем) — селище міського типу в Кизилському кожууні Республіки Тива (Росія), центр кожууна. Відстань до центру республіки міста Кизила 9 км, до Москви 3950 км. Лежить на річці Ка-Хем, на заході безпосередньо межує із східними околицями міста Кизил.

## Населення
| Рік       | 2010  | 2011  | 2012  | 2013  | 2014  | 2024  |
| --------- | ----- | ----- | ----- | ----- | ----- | ----- |
| Населення | 12734 | 12286 | 12157 | 12179 | 12154 | 20000 |

## Історія
Офіційною датою утворення наймолодшого у Тиві селища Каа-Хем є 1978 рік. Своїм виникненням він зобов'язаний бурхливому розвиткові Кизилської ТЕЦ, Каа-Хемського вугільного розрізу, кизилських птахофабрики та рибзаводу. Декілька десятків років тому на території селища почали будівництво найбільшого в республіці комбінату будівельних матеріалів, яке зупинилось на початку 1990-х років ХХ століття. Економічна криза призвела до того, що містоутворювальні підприємства в Каа-Хемі зупинились. Натомість провідну роль в економіці міста відіграє агропромисловий комплекс.
Останнім часом Каа-Хем почав розростатись — у зв'язку з близькістю до Кизила та дешевшою самозабудовою: у східній частині селища з'явились цілі квартали дерев'яних будинків.